# Хиброн (Мериленд)
Хиброн (енгл. Hebron) град је у америчкој савезној држави Мериленд.

## Демографија
По попису из 2010. године број становника је 1.084, што је 277 (34,3%) становника више него 2000. године.
| Група             | 2000.       | 2010.       |
| Белци             | 694 (86,0%) | 894 (82,5%) |
| Афроамериканци    | 94 (11,6%)  | 146 (13,5%) |
| Азијати           | 4 (0,5%)    | 9 (0,8%)    |
| Хиспаноамериканци | 5 (0,6%)    | 22 (2,0%)   |
| Укупно            | 807         | 1.084       |